# Kumanovo
Kumanovo (makedonsko Куманово) je mesto na severu Makedonije (344 mnm). Je tretje največje makedonsko mesto, saj v njem živi okoli 72.000 prebivalcev. Leži ob rekah Lipovki in Kumanovski reki ter ob prometnih poteh proti Skopju, Srbiji in Bolgariji. Mednarodno letališče Aleksander Veliki pri Skopju je oddaljeno 20 kilometrov.
V mestu danes prevladuje tobačna, tekstilna in kovinska industrija.

## Zgodovina
Mesto je bilo prvič omenjeno leta 1519, stoletja je bilo pod osmansko oblastjo, zato je v središču pomembno orientalsko jedro. 23. in 24. oktobra 1912 se je v bližini mesta odvijala Kumanovska bitka, v kateri so srbske sile premagala osmanske čete, kar je pomenilo začetek umika Osmanskega imperija z Balkana. To je bila ena izmed odločilnih bitk prve balkanske vojne. Mesto je bilo potem v sestavu Kraljevine Srbije, Kraljevine SHS in Kraljevine Jugoslavije.
Med drugo svetovno vojno so mesto zasedle bolgarske sile, od konca vojne pa je mesto v sestavu Makedonije (sprva kot jugoslovanske republike). V tistem času je mesto doseglo tudi pravi industrijski razvoj.